# Kamila Moučková
Kamila Moučková, rozená Nová (8. dubna 1928 Jihlava – 24. listopadu 2020), byla česká rozhlasová hlasatelka, moderátorka, recitátorka a lokální politička. Byla první televizní moderátorkou zpráv v Československu a v Evropě. Jako vůbec první v roce 1968 ohlásila z televizní obrazovky Československé televize invazi vojsk Varšavské smlouvy do Československa. Dne 12. dubna 2008 byla uvedena do Dvorany slávy TýTý. Byla nositelkou státního vyznamenání, medaile Za zásluhy.

## Život
Pochází z politicky velmi angažované a pronásledované rodiny, což formovalo její život. Narodila se v Jihlavě jako dcera novináře a politika Viléma Nového (1904–1987), mj. pozdějšího člena ÚV KSČ. Díky politické činnosti rodiny vyrůstala jako dítě v období Protektorátu Čechy a Morava a války bez rodičů. Otec po mnichovské dohodě odešel do exilu do Velké Británie, kde v Londýně pod svým vlastním jménem působil jako hlasatel v české sekci BBC. Důsledkem jeho činnosti byla pak v roce 1942 zatčena i její matka, kterou do konce války věznili v koncentračním táboře v Ravensbrücku
Kamila Moučková tak od roku 1942 žila u příbuzných v Polné, kde chodila na základní školu a s místními ochotníky hrála divadlo. Poté vystudovala Státní čs. reformní reálné gymnázium v Jihlavě. Po návratu matky z koncentračního tábora  se vrátila zpět do Jihlavy. Od roku 1946 byla členkou KSČ. Rok po válce vystupovala jako herečka v teplickém divadle, poté v letech 1946–1948 v Horáckém divadle v Jihlavě. V roce 1949 byl její otec zatčen státní bezpečností a ještě před procesem se Slánským byl jako jeden z prvních odsouzen ve vykonstruovaném politickém procesu a do roku 1954 vězněn.
Moučková navzdory tomu v té době pracovala sedm let (1949–1956) jako programová hlasatelka Československého rozhlasu, poté přešla do Československé televize, kde se stala moderátorkou zpravodajských pořadů. Byla první moderátorkou nově vzniklých Televizních novin, jež se začaly vysílat od 1. ledna 1957. Stala se tak první televizní moderátorkou zpráv v Československu i v Evropě, do té doby byla tato profese svěřována výhradně mužům.
Na jaře roku 1968 jí prezident Ludvík Svoboda propůjčil státní vyznamenání Za vynikající práci. V roce 1989 jej na znamení protestu vrátila.
Během pražského jara a při následném obsazení ČSSR vojsky Varšavské smlouvy se zapojila do protiokupačního vysílání televize i rozhlasu, v den příchodu cizích armád 21. srpna vysílala celý den, až do momentu, kdy ji ze studia vyvedli ozbrojení sovětští vojáci. 17. dubna 1970 vláda vydala dekret, jímž byla Kamila Moučková odvolána z vysílání televize. Poté krátce působila v dabingu, roku 1970 ji z ČST propustili.
Do roku 1989 pracovala na různých pozicích, např. jako kantýnská v hereckém klubu Komorního divadla či jako uklízečka, prodavačka a servírka. Angažovala se v disentu a stala se jednou z prvních signatářek Charty 77. V letech 1990–1993 se vrátila do ČST (mimo jiné moderovala pořad Objektiv). Od roku 1994 spolupracovala s různými médii, především s Rádiem Svobodná Evropa a byla činná v Hnutí pro občanskou svobodu a toleranci (HOST).
V roce 1996 neúspěšně kandidovala jako nestraník za ODA do Senátu v mosteckém volebním obvodu. Téhož roku vydala první životopisnou knihu Říkali jí lvice. Na druhé nazvané Nejsem žádná lvice se autorsky podílela Petra Braunová. V roce 1994 kandidovala z 28. místa na kandidátce ODA ve volbách do zastupitelstva městské části Praha 1. Díky preferenčním hlasům se dostala na 2. místo, 1. místo tehdy obsadil Petr Pithart. Čtyři roky byla poté zastupitelkou za městskou část Praha 1.
V dubnu 2013 obdržela Cenu Arnošta Lustiga pro rok 2012. Profesor Jan Pirk výběr zdůvodnil slovy: „Její morální kvality se v plné míře prokázaly při Pražském jaru 1968 … Všichni dobře víme, jakým perzekucím byla pak díky své návazné protirežimní činnosti vystavena. Přes veškerý nátlak však nikdy od svých názorů neustoupila.“
V roce 2013 vydala své první CD Samota není osamění ve spolupráci se skladatelem Richardem Pachmanem. Dvojalbum obsahuje básně, texty a fejetony v podání Kamily Moučkové doplněné skladbami a písněmi Richarda Pachmana.
Dne 28. října 2013 ji prezident Miloš Zeman vyznamenal medailí Za zásluhy 1. třídy za zásluhy o stát v oblasti kultury. Ve vydavatelství Zeď vyšla v roce 2019 kniha rozhovorů s otázkami Světlany Witowské Hlavou proti zdi.
Zemřela dne 24. listopadu 2020 ve věku 92 let.

### Soukromý život
V letech 1947–1949 byla vdaná za Miloše Williga, hereckého kolegu z Horáckého divadla; z jejich vztahu vzešla dcera Kateřina (která později též podepsala Chartu 77). Krátce po rozvodu se provdala za lékaře Josefa Moučku, se kterým měla dceru Barboru a syna Ondřeje. Po rozvodu v roce 1959 udržovala tři dekády partnerský vztah s hercem Jiřím Zahajským.